# Guy Revell
Guy John Revell (* 2. August 1941 in Toronto, Ontario; † 11. März 1981 in Coquitlam, British Columbia) war ein kanadischer Eiskunstläufer, der im Paarlauf startete.
Seine Eiskunstlaufpartnerin war Debbi Wilkes. Zusammen wurden sie 1963 und 1964 kanadische Meister im Paarlauf. Sie nahmen an drei Weltmeisterschaften teil. Bei ihrem Debüt 1960 in Vancouver wurden sie beim Doppelsieg ihrer Landsleute Barbara Wagner und Robert Paul sowie Maria und Otto Jelinek Elfte. 1962 in Prag belegten sie beim Sieg der Jelineks bereits den vierten Platz. Die Weltmeisterschaft 1963 konnten sie nicht bestreiten, da Wilkes, posierend für die Fotografen, bei einer Hebung mit dem Kopf voraus auf das Eis stürzte und einen Schädelbruch erlitt. 1964 in Dortmund errangen Revell und Wilkes dann bei ihrer dritten und letzten Weltmeisterschaft die Bronzemedaille hinter Marika Kilius und Hans-Jürgen Bäumler sowie Ljudmila Beloussowa und Oleg Protopopow. Der Gewinn von Bronze hinter den beiden Paaren war ihnen auch kurz zuvor bei den Olympischen Spielen 1964 in Innsbruck gelungen.
Nach der Beendigung seiner Amateurkarriere 1964 wechselte Revell zu den Profis und lief für die Eisrevue Ice Capades zusammen mit Gertrude Desjardins.
1966 wurden Revell und Wilkes informiert, dass das Internationale Olympische Komitee die Silbermedaillengewinner der Olympischen Spiele 1964, Marika Kilius und Hans-Jürgen Bäumler, aufgrund der Unterzeichnung eines Profivertrags vor den Winterspielen, disqualifiziert hatte. Das IOC-Mitglied James Worrall überreichte dem Paar daraufhin bei den kanadischen Meisterschaften in Peterborough die Silbermedaille. 1987 wurden Kilius und Bäumler vom IOC vollständig rehabilitiert, jedoch wurden die Medaillen nicht wieder zurückgetauscht.
Guy Revell hatte nach seiner sportlichen Karriere mit emotionalen Problemen zu kämpfen. Er nahm sich 1981 das Leben.

## Ergebnisse

### Paarlauf
(mit Debbi Wilkes)
| Wettbewerb / Jahr          | 1960 | 1961 | 1962 | 1963 | 1964 |
| -------------------------- | ---- | ---- | ---- | ---- | ---- |
| Olympische Winterspiele    |      |      |      |      | 2.   |
| Weltmeisterschaften        | 11.  |      | 4.   |      | 3.   |
| Kanadische Meisterschaften | 3.   | 3.   | 3.   | 1.   | 1.   |